# Oxyodes tricolor
Oxyodes tricolor là một loài bướm đêm trong họ Noctuidae.

## Hình ảnh

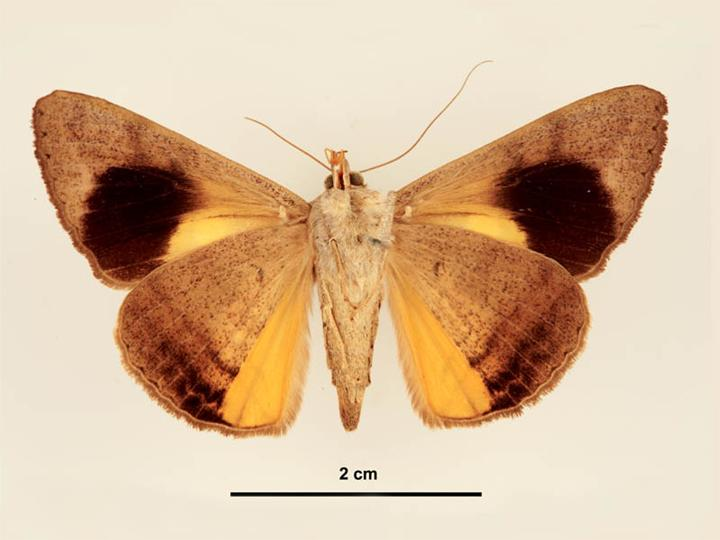
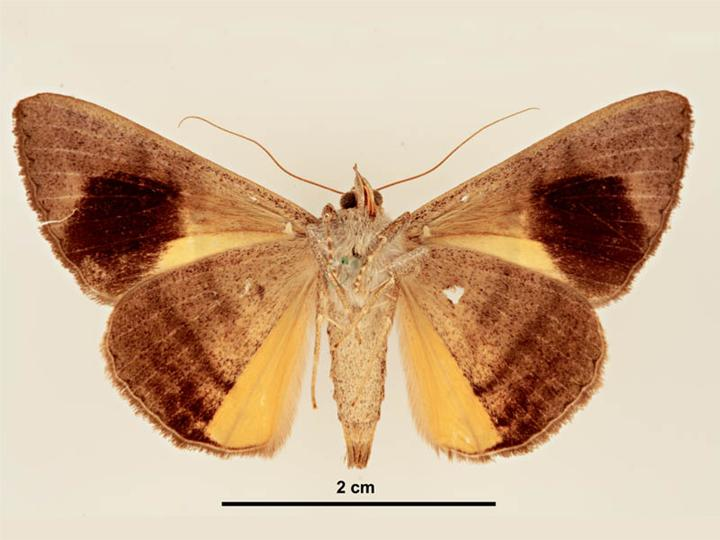